# الحرب الأهلية السامواية
الحرب الأهلية الأولى في ساموا تشير إلى الصراع بين فصائل ساموا المتنافسة في جزر ساموا في جنوب المحيط الهادئ. جرت الحرب تقريبًا بين 1886 و1894، وكانت في المقام الأول بين ساموانيين يتقاتلون حول ما إذا كان ماليتوا لوبيبا أو ماتافا يوسيفو سيكون ملك ساموا. ومع ذلك، تدخل الجيش الألماني في عدة مناسبات. كانت هناك أيضًا مواجهة بحرية بين الولايات المتحدة والقيصرية الألمانية والمملكة المتحدة. وبعد أن دمر إعصار آبيا عام 1889 ست سفن ألمانية وأمريكية متمركزة في ساموا، قررت الدول الثلاث أن يكون لوبيبا هو الملك.

## الخلفية
قاتلت ألمانيا في ساموا دفاعًا عن تاماسي، واختيارهم لتافايفا، أي ملك ساموا، بعد أن تم خلع الملك الحاكم ماليتوا لوبيبا ونفيه. واجه تاماسي وحلفاؤه الألمان فصيلًا منافسًا، برئاسة رئيس ساموا الشعبي ماتافا إوسيفو. كانت ألمانيا تتطلع إلى توسيع إمبراطوريتها الجديدة ومصالحها التجارية. أرسلت أمريكا، التي تتطلع أيضًا إلى حماية مصالحها التجارية في ساموا، ثلاث سفن حربية - يو إس إس فانداليا وترينتون وNipsic - لمراقبة الجزيرة. كما أرسلت بريطانيا سفينة لحماية مصالحها، إتش إم إس كاليوب.

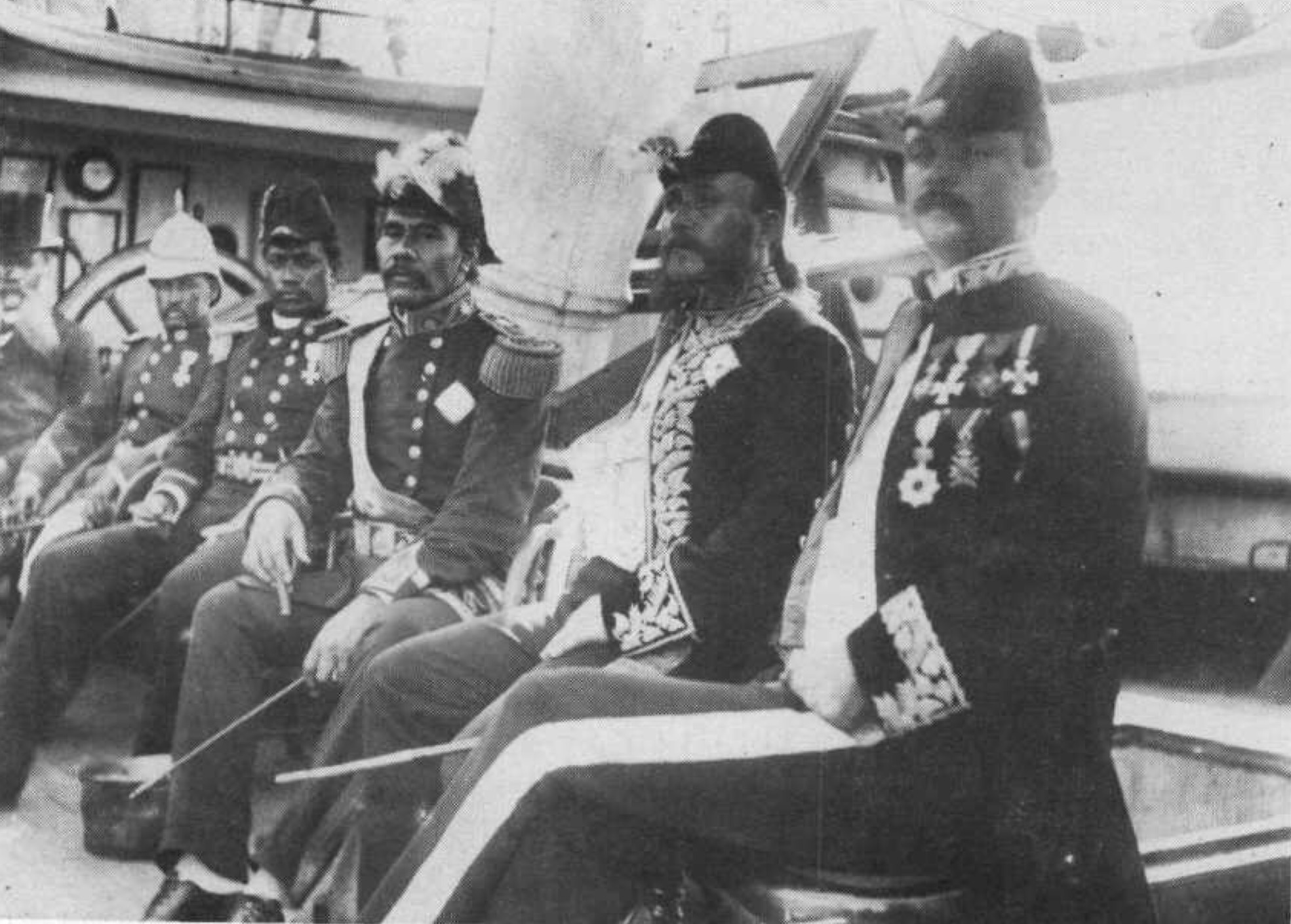
مبعوثو هاواي وماليتوا لوبيبا على متن كايميلوا في عام 1887.

كان رئيس وزراء مملكة هاواي والتر م. جيبسون يهدف منذ فترة طويلة إلى إنشاء إمبراطورية في المحيط الهادئ. وفي عام 1887، أرسلت حكومته «سفينة حربية محلية الصنع» هي كايميلوا إلى ساموا بحثًا عن تحالف ضد القوى الاستعمارية. انتهى الأمر بشكوك من البحرية الألمانية وإحراج على سلوك الطاقم.

## الحرب
تصاعد التوتر مع الولايات المتحدة بعد قصف ألماني لقرى ماتافا المتمردة أدى أيضًا إلى تدمير الممتلكات المملوكة للأمريكيين في عام 1887. أدت معركة واحدة في فيليلي في سبتمبر 1888، بعد قصف ألماني لقراه المتمردة، إلى تدمير محاربي ماتافا لغزو ألماني ونهب مزارعهم. طوال الحرب، كانت السفن الألمانية والأمريكية والبريطانية في مواجهة بحرية تعرف باسم أزمة ساموا. اتفقت القوى الغربية الثلاث في النهاية على استعادة ماليتوا لوبيبا كملك ساموا في عام 1889 بعد أن دمر إعصار السفن الحربية الأمريكية والألمانية في ميناء آبيا، مما أوقف الأعمال العدائية بين القوى. ومع ذلك، استمر الصراع في ساموا حتى عام 1894، عندما أصبح لوبيبا ملكًا مرة أخرى.

## الحرب الأهلية الثانية في ساموا
بعد تسع سنوات، وبوفاة ماليتوا لوبيبا، اندلعت الأعمال العدائية مرة أخرى في عام 1898 في الحرب الأهلية السامواية الثانية. ومع ذلك، انتهى هذا الصراع بسرعة بتقسيم سلسلة الجزيرة في الاتفاقية الثلاثية لعام 1899.

## قائمة المراجع
- Stevenson، Robert Louis. "VII_The Samoan Camps". A Footnote to History: Eight Years of Trouble in Samoa. eBooks@Adelaide, The University of Adelaide Library. ص. 49. ISBN:978-0-8248-1857-9. OCLC:227258432.
- Morlang, Thomas (2008). Askari und Fitafita. "Farbige" Söldner in den deutschen Kolonien (بالألمانية). برلين: Ch. Links Verlag.